# Pelmatoplanini
Pelmatoplanini ist ein Tribus der Landplanarien in der Unterfamilie Rhynchodeminae.

## Merkmale
Arten, die zum Tribus Pelamatoplanini gehören, haben einen schmalen Körper, der sich zum Vorderende hin verjüngt. Die zahlreichen Augen gruppieren sich entlang der Körperseiten auf der vorderen Körperhälfte, hinter der Mundöffnung befinden sich in der Regel keine Augen. Der Pharynx ist zylindrisch. Die Kriechsohle ist schmal und nimmt weniger als ein Viertel der Breite der Bauchseite ein. Die kutane Längsmuskulatur ist schwach und bildet keine Muskelbündel. Die paranchymale Muskulatur ist stark und bildet eine Ringzone um das Intestinum. Zum Kopulationsapparat gehört eine gut entwickelte Penispapille.

## Gattungen
Dem Tribus Pelmatoplanini gehören zwei Gattungen an:
- Beauchampius Ogren & Kawakatsu, 1991
- Pelmatoplana Graff, 1896